# Monte Paschi Eroica 2008
La 2.ª edición del Strade Bianche (llamada oficialmente: Monte Paschi Eroica) se realizó el 8 de marzo de 2008, sobre una distancia de 181 km con inicio en la localidad de Gaiole in Chianti y final en la ciudad de Siena en Italia.
La carrera formó parte del UCI Europe Tour 2007-2008 bajo la categoría 1.1 y fue ganada por el ciclista suizo Fabian Cancellara del CSC.

## Equipos participantes
Tomaron parte en la carrera 16 equipos, de los cuales 10 fueron de categoría Profesional Continental y 6 de categoría Continental . Los equipos participantes fueron:
| ProTeams (10)- Quick Step - AG2R-La Mondiale - Cofidis-Le Crédit par Téléphone - Gerolsteiner - High Road - Lampre - Liquigas - Saunier Duval-Scott - CSC - Team Milram Equipos continentales profesionales (6)- Barloworld - CSF Group-Navigare - Serramenti PVC Diquigiovanni-Androni Giocattoli - LPR Brakes-Farnese Vini - Slipstream-Chipotle - Tinkoff Credit Systems |
| |

## Clasificación final
Las clasificaciones finalizaron de la siguiente forma:
| \| Clasificación general \| Clasificación general \| Clasificación general \| Clasificación general \| Clasificación general \| \| Ciclista \| Ciclista \| Equipo \| Tiempo \| \| \| --------------------- \| --------------------- \| ----------------------------------------------- \| --------------------- \| --------------------- \| \| 1.º \| Fabian Cancellara \| CSC \| 4 h 34 min 41 s \| \| \| 2.º \| Alessandro Ballan \| Lampre \| + 0 s \| \| \| 3.º \| Linus Gerdemann \| High Road \| + 15 s \| \| \| 4.º \| Martijn Maaskant \| Slipstream-Chipotle \| + 15 s \| \| \| 5.º \| Baden Cooke \| Barloworld \| + 15 s \| \| \| 6.º \| Patrick Calcagni \| Barloworld \| + 15 s \| \| \| 7.º \| Niklas Axelsson \| Serramenti PVC Diquigiovanni-Androni Giocattoli \| + 15 s \| \| \| 8.º \| Thomas Lövkvist \| High Road \| + 15 s \| \| \| 9.º \| Pável Brutt \| Tinkoff Credit Systems \| + 38 s \| \| \| 10.º \| Ryder Hesjedal \| Slipstream-Chipotle \| + 38 s \| \| \| 11.º \| Giairo Ermeti \| LPR Brakes-Ballan \| + 38 s \| \| \| 12.º \| Paolo Longo Borghini \| Barloworld \| + 38 s \| \| \| 13.º \| Carlo Scognamiglio \| Barloworld \| + 38 s \| \| \| 14.º \| Murilo Fischer \| Liquigas \| + 1 min 10 s \| \| \| 15.º \| Daniele Pietropolli \| LPR Brakes-Ballan \| + 1 min 10 s \| \| \| 16.º \| Steven Cozza \| Slipstream-Chipotle \| + 1 min 10 s \| \| \| 17.º \| Ángel Gómez «Litu» \| Saunier Duval-Scott \| + 1 min 10 s \| \| \| 18.º \| Kurt Asle Arvesen \| CSC \| + 1 min 10 s \| \| \| 19.º \| Gerald Ciolek \| High Road \| + 1 min 10 s \| \| \| 20.º \| Danilo Hondo \| Serramenti PVC Diquigiovanni-Androni Giocattoli \| + 1 min 10 s \| \| |                      |                                                 |                 |
| |                      |                                                 |                 |
| |                      |                                                 |                 |
| Clasificación general |                      |                                                 |                 |
| Ciclista | Ciclista             | Equipo                                          | Tiempo          |
| 1.º | Fabian Cancellara    | CSC                                             | 4 h 34 min 41 s |
| 2.º | Alessandro Ballan    | Lampre                                          | + 0 s           |
| 3.º | Linus Gerdemann      | High Road                                       | + 15 s          |
| 4.º | Martijn Maaskant     | Slipstream-Chipotle                             | + 15 s          |
| 5.º | Baden Cooke          | Barloworld                                      | + 15 s          |
| 6.º | Patrick Calcagni     | Barloworld                                      | + 15 s          |
| 7.º | Niklas Axelsson      | Serramenti PVC Diquigiovanni-Androni Giocattoli | + 15 s          |
| 8.º | Thomas Lövkvist      | High Road                                       | + 15 s          |
| 9.º | Pável Brutt          | Tinkoff Credit Systems                          | + 38 s          |
| 10.º | Ryder Hesjedal       | Slipstream-Chipotle                             | + 38 s          |
| 11.º | Giairo Ermeti        | LPR Brakes-Ballan                               | + 38 s          |
| 12.º | Paolo Longo Borghini | Barloworld                                      | + 38 s          |
| 13.º | Carlo Scognamiglio   | Barloworld                                      | + 38 s          |
| 14.º | Murilo Fischer       | Liquigas                                        | + 1 min 10 s    |
| 15.º | Daniele Pietropolli  | LPR Brakes-Ballan                               | + 1 min 10 s    |
| 16.º | Steven Cozza         | Slipstream-Chipotle                             | + 1 min 10 s    |
| 17.º | Ángel Gómez «Litu»   | Saunier Duval-Scott                             | + 1 min 10 s    |
| 18.º | Kurt Asle Arvesen    | CSC                                             | + 1 min 10 s    |
| 19.º | Gerald Ciolek        | High Road                                       | + 1 min 10 s    |
| 20.º | Danilo Hondo         | Serramenti PVC Diquigiovanni-Androni Giocattoli | + 1 min 10 s    |